# Natação nos Jogos Olímpicos de Verão da Juventude de 2010 - 4x100 m livre masculino
As provas do revezamento/estafetas 4x100 metros livre masculino da natação nos Jogos Olímpicos de Verão da Juventude de 2010 foram realizadas no dia 17 de agosto, na Escola dos Desportos, em Cingapura. Equipes de 12 países estavam inscritas neste evento.

## Medalhistas
|  | RUS Rússia                                               |  | CHN China                                |  | RSA África do Sul                                      |
|  | Andrey Ushakov Alexey Atsapkin Ilya Lemaev Anton Lobanov |  | Sun Bowei Dai Jun Wang Ximing He Jianbin |  | Murray McDougall Dylan Bosch Pierre Keune Chad le Clos |

## Equipes
| Equipe            | Integrantes                                                        | Equipe     | Integrantes                                                             | Equipe     | Integrantes                                                  |
| ----------------- | ------------------------------------------------------------------ | ---------- | ----------------------------------------------------------------------- | ---------- | ------------------------------------------------------------ |
| RSA África do Sul | Murray McDougall Dylan Bosch Pierre Keune Chad le Clos             | CAN Canadá | Chad Bobrosky Kyle McIntee Thomas Jobin Jeremy Bagshaw                  | FRA França | Medhy Metella Thomas Rabeisen Ganesh Pedurand Jordan Coelho  |
| GER Alemanha      | Christian Diener Melvin Herrmann Christian vom Lehn Kevin Leithold | CHN China  | Sun Bowei Dai Jun Wang Ximing He Jianbin                                | ITA Itália | Simone Geni Flavio Bizzarri Tommaso Romani Alessio Torlai    |
| AUS Austrália     | Justin James Kenneth To Nicholas Schafer Max Ackermann             | Cingapura  | Arren Xin Hui Quek Sheng Jun Pang Rainer Kai Wee Ng Yong En Clement Lim | JPN Japão  | Jun Isaji Tatsunari Shoda Takahiro Tsutsumi Yusuke Yamagishi |
| BRA Brasil        | Victor Rodrigues Pedro Costa Pedro de Souza Vinicius Borges        | EUA        | Steve Schmuhl Thomas Stephens Austin Ringquist Erich Peske              | RUS Rússia | Andrey Ushakov Alexey Atsapkin Ilya Lemaev Anton Lobanov     |

## Eliminatórias

### Eliminatória 1
| Pos. | Raia | País               | Tempo   | Notas      |
| ---- | ---- | ------------------ | ------- | ---------- |
| 1    | 3    | CHN China          | 3:27.11 | Q          |
| 2    | 7    | USA Estados Unidos | 3:27.11 | Q          |
| 3    | 2    | RUS Rússia         | 3:27.21 | Q          |
| 4    | 5    | SIN Singapura      | 3:28.66 | Q          |
| 5    | 4    | CAN Canadá         | 3:28.91 | Q          |
|      | 6    | ITA Itália         |         | Não largou |

### Eliminatória 2
| Pos. | Raia | País              | Tempo   | Notas |
| ---- | ---- | ----------------- | ------- | ----- |
| 1    | 4    | AUS Austrália     | 3:25.91 | Q     |
| 2    | 7    | RSA África do Sul | 3:26.98 | Q     |
| 3    | 5    | FRA França        | 3:27.19 | Q     |
| 4    | 6    | GER Alemanha      | 3:30.35 |       |
| 5    | 2    | JPN Japão         | 3:32.20 |       |
| 6    | 3    | BRA Brasil        | 3:32.64 |       |

## Final
| Pos.              | Raia | País               | Tempo   | Notas |
| ----------------- | ---- | ------------------ | ------- | ----- |
| Medalha de ouro   | 7    | RUS Rússia         | 3:23.91 |       |
| Medalha de prata  | 3    | CHN China          | 3:24.46 |       |
| Medalha de bronze | 5    | RSA África do Sul  | 3:24.66 |       |
| 4                 | 4    | AUS Austrália      | 3:25.51 |       |
| 5                 | 6    | USA Estados Unidos | 3:25.56 |       |
| 6                 | 2    | FRA França         | 3:25.63 |       |
| 7                 | 1    | SIN Singapura      | 3:27.46 |       |
| 8                 | 8    | CAN Canadá         | 3:28.68 |       |